# Jørgen Pedersen Gram
Jørgen Pedersen Gram   (Nustrup, 27 de juny de 1850 - Copenhaguen, 29 d'abril de 1916) va ser un matemàtic danès.

## Vida i Obra
Gram va fer els estudis secundaris a la Ribe Katedralskole i els universitaris a la Universitat de Copenhaguen, en la qual va obtenir el master el 1873.
El 1875 va començar a treballar a la companyia d'assegurances Hafnia, en la qual va haver d'anar treballant en probabilitat i anàlisi numèrica. La seva carrera de matemàtic sempre va ser un equilibri entre les matemàtiques pures i les aplicacions. Aproximadament en les mateixes dates es va començar a interessar per l'explotació racional dels boscos, creant models matemàtics per la millora del seu rendiment a llarg termini. Tota la seva vida professional es va desenvolupar a la companyia Hafnia.
Els seus treballs en probabilitat i anàlisi numèrica el van portar a la teoria de nombres, publicant el 1884 un article sobre el nombre de primers menors que una quantitat donada. El 1879 va rebre el doctorat per un treball sobre el mètode dels mínims quadrats.
Va morir el 1916 per les ferides rebudes en un atropellament de bicicleta.
Gram és recordat sobre tot pels seus treballs sobre la funció zeta de Riemann i la llei de Gram, i per la matriu de Gram i el procés d'ortogonalització de Gram-Schmidt.